# 若い娘
『若い娘』（わかいむすめ、原題：La joven、米国公開時：The Young One・White Trash、英国公開時：Island of Shame）は、1960年に公開された英語によるメキシコのドラマ映画で、ルイス・ブニュエルが監督および共同脚本を務めた。人種差別や法定強姦といった問題を、プライベートな島の狩猟保護区での二人の男性と少女の交流を通じて描く。
1954年の『ロビンソン漂流記』に続くブニュエルの2作目で最後の英語の映画作品である。両作とも、ハリウッドで共産主義者としてブラックリストに載りメキシコに移住したアメリカ人のヒューゴ・バトラー（H・B・アディス名義）とジョージ・ペッパー（ジョージ・P・ワーカー名義）が共同脚本および製作を担当した。本作は1960年のカンヌ国際映画祭のコンペティション部門で上映され、公開時はブニュエル作品としては低い評価だったものの、現在では「見過ごされた傑作」と高く評価されている。2003年、スティーヴン・ジェイ・シュナイダーの『死ぬまでに観たい映画1001本』に掲載された。

## あらすじ
ジャズバンドの黒人クラリネット奏者トラヴァーは、白人女性からレイプの冤罪をかけられ、リンチを逃れるため小型ボートで逃亡する。ボートの燃料が切れ、カロライナ沖の私有狩猟保護区の島に漂着する。狩猟シーズン外のため、島の住人は管理人のミラー、ピーヴィー、そしてピーヴィーの10代の孫娘エヴァリン（エヴィー）のみである。
トラヴァーが島に到着した朝、ピーヴィーが死に、ミラーは酔っ払いのピーヴィーがエヴィーを育てる方法を認めず、教会に預けて本土の学校に通わせるつもりだと語る。しかし、エヴィーに身なりを整えさせると、彼女が成長していることに気づき、性的に迫る。エヴィーはミラーの小屋から逃げ、ピーヴィーの遺体がある自分の小屋に閉じこもる。
翌日、補給物資を運ぶジャクソンが島に到着し、ミラーと共にピーヴィーを埋葬する。ミラーはエヴィーにジャクソンと町に行くと言っていたが、気が変わったと告げる。エヴィーは島に一人だと思い、養蜂場で働き始めるが、トラヴァーが現れ食べ物を求める。最初は怯えるエヴィーだが、トラヴァーが蜂蜜とリンゴに10セントを払うと安心し、ミラーの小屋で食事を提供する。トラヴァーが食料、ガソリン、ショットガンを取ろうとするとエヴィーは止めるが、20ドルを受け取ると許す。トラヴァーは誤ってボートに穴を開け、エヴィーから修理資材を入手する。
翌朝、ミラーが戻り、エヴィーはトラヴァーの来訪を話すが、20ドルのことは隠す。ミラーはライフルを持って盗人を探し、トラヴァーは修理中に寝てしまい、ミラーが近づく音で逃げる。ミラーはトラヴァーのボートに4発撃ち、森で追跡する。トラヴァーが見つけた別のボートで沼を渡る際、ミラーが発砲するが、トラヴァーは無傷で逃れる。その夜、ミラーがエヴィーに新しいドレスとハイヒールを贈り、キスを試みるが、エヴィーは拒み、ミラーは彼女の古いドレスにピンで留められた20ドル札を見つける。ミラーはエヴィーがトラヴァーに何を与えたのかと激怒し、真実を信じない。エヴィーが寝た後、トラヴァーがショットガンを持ってミラーのモーターとライフルを取り戻しに現れ、自分は盗人ではなく代金を払ったと説明し、エヴィーの話を裏付ける。
翌朝、ミラーはエヴィーに20ドルを返す。エヴィーはトラヴァーがボートを修理しているところを訪ね、会話中にミラーが現れるが、両者が第二次世界大戦中のイタリア戦線に参加した軍人だったことで緊張が和らぐ。その後、トラヴァーはミラーを監視するため小屋に留まり、エヴィーの求めでクラリネットを演奏し、エヴィーが踊る。ミラーが手榴弾を投げ、トラヴァーが銃を持っていても優位ではないと警告し、トラヴァーは銃を返す。その夜、ミラーがエヴィーを自分の小屋に移し、トラヴァーをエヴィーの小屋に泊め、トラヴァーの演奏中にミラーがエヴィーをレイプする。
翌日、雨の中、ジャクソンとフリートウッド牧師が葬送曲とエヴィーを児童養護施設に連れて行くために到着。ジャクソンが黒人音楽家によるレイプ事件を話し、ミラーがトラヴァーの逃亡理由を悟る。トラヴァーは隠れ、ミラーとジャクソンは雨と鍵の管理で捜索を翌朝に延期。牧師はミラーのエヴィーへの扱いに疑念を抱き、エヴィーを洗礼するが、エヴィーは儀式の意味を理解しない。エヴィーと牧師はミラーの罠にかかったトラヴァーを見つけ、負傷した足を治療するため小屋に連れ帰る。トラヴァーは冤罪を主張し、牧師は告発者の女性が過去にも虚偽の告発をしたと知り、彼を信じる。ミラーとジャクソンはトラヴァーを縛り、翌日本土に連行する計画を立てるが、トラヴァーは裁判まで生きられないと語る。夜、トラヴァーはエヴィーに解放を頼み、逃げる。牧師はミラーにエヴィーへのレイプを問いただし、ミラーは行為を認めつつ報告しないよう求める。
翌朝、ジャクソンがトラヴァーを殺そうと出るが、ミラーは彼の銃を取り、島から追い出す。小屋で寝ていたトラヴァーはエヴィーと牧師に発見される。ミラーは戻り、驚くべきことにトラヴァーにオールとモーターを渡し、ボートで去る手助けをする。ジャクソンはトラヴァーをナイフで襲うが、トラヴァーはオールで応戦し、殺さずに制する。エヴィーは牧師と去り、ミラーは彼女を町で訪ねると言い、トラヴァーのボートを見送り、島に一人残る。

## 登場人物
- トラヴァー（演：バーニー・ハミルトン） 北部のジャズバンドでクラリネットを演奏する黒人音楽家。白人女性からレイプの冤罪をかけられ、リンチを逃れるため小型ボートで逃亡し、燃料切れで島に漂着する。都会的で洗練された人物で、物語の他のキャラクターが住む原始的で封建的な環境とは対照的。エヴィーに対しては友好的で、蜂蜜やリンゴに10セント、食料やショットガンに20ドルを支払うなど、誠実な態度を示す。クラリネット演奏を通じてエヴィーと心を通わせ、彼女のダンスを誘う場面は、物語に軽やかな瞬間をもたらす。ミラーやジャクソンの人種差別に直面しながらも、毅然とした態度で対抗し、特にジャクソンとの最終対決では暴力を抑え、殺人を避けることで道徳性を示す。最終的に、冤罪が牧師によって明らかにされ、ミラーの助けで島を去る。ステレオタイプ的な「従順な黒人」像（例：シドニー・ポワチエの典型的な役柄）から逸脱し、複雑で人間的な黒人男性として描かれる。
- ハップ・ミラー（演：ザカリー・スコット） 島の狩猟保護区の管理人で、白人の中年男性。物語開始時にウサギを狩り、ピーヴィーの死を確認する。ピーヴィーの孫娘エヴィーの保護者となるが、彼女が成長していることに気づき、性的欲望を抱く。エヴィーに対し新しいドレスやハイヒールを贈るが、彼女をレイプする。トラヴァーに対しては当初、人種差別的な敵意を示し、彼を「盗人」として追跡し、ボートに発砲する。しかし、トラヴァーとの軍歴（第二次世界大戦のイタリア解放戦）を共有することで一時的に緊張が和らぎ、物語終盤では自身の罪を意識し、エヴィーの尊敬を取り戻そうとトラヴァーを逃がす。ミラーは、レイシズムと性的搾取という二重の道徳的欠陥を持ちつつ、自己弁護や贖罪の試みを通じて複雑な人物として描かれる。
- エヴァリン（エヴィー）・ストラウド（演：キー・ミアーズマン） ピーヴィーの10代の孫娘で、島で祖父と暮らしていた孤児。物語開始時にピーヴィーが死に、ミラーの保護下に置かれる。無垢で性的知識がなく、レイシズムにも無知な少女として描かれ、トラヴァーに対して当初は怯えるが、彼の誠実な態度（蜂蜜やリンゴへの支払い）で信頼を築く。ミラーから性的虐待を受け、20ドル札をめぐる誤解で非難されるが、トラヴァーの証言で真実が裏付けられる。
- ジャクソン（演：クラハン・デントン） 島に補給物資を運ぶ白人船員で、ミラーと本土をつなぐ連絡役。物語中盤でピーヴィーの埋葬を助け、牧師を島に連れてくる。ミラー以上に強い人種差別的態度を持ち、トラヴァーを「魂のない存在」と侮辱し、縛り上げたトラヴァーを殺そうとする。最終的にトラヴァーにナイフで襲いかかるが、オールで反撃され、殺されずに生き延びる。
- フリートウッド牧師（演：クラウディオ・ブルック） プロテスタントの牧師で、ピーヴィーの葬送曲を執り行い、エヴィーを児童養護施設に連れて行くために島に到着。トラヴァーの冤罪を信じ、彼を弁護する意向を示す。ミラーのエヴィーへのレイプを問いただし、彼の偽善を指摘するが、ミラーが結婚を提案すると上司に相談すると答える。
- ピーヴィー エヴィーの祖父で、島の管理人の助手。アルコール依存症で、エヴィーの育て方に問題があったとミラーに批判される。物語開始時に死亡し、ミラーとエヴィーによって簡素に埋葬される。

## 評価
映画批評集積サイトRotten Tomatoesでは、8人の批評家から100%の高評価を受け、平均点は10点満点中8.3点となっている。公開当時、批評家からほぼ無視され、ザ・ニューヨーカー誌やニューヨークの大手新聞から否定的な評価を受け、ハーレムの新聞ではブニュエルへの激しい非難もあった。ブニュエル自身もアメリカやヨーロッパでの不評を認め、商業的失敗を振り返った。初期のブニュエル研究でも本作は軽視された。しかし、後に評論家ジョナサン・ローゼンバウムらが「見過ごされた傑作」と再評価し、アメリカ南部の本格的な描写や道徳的複雑さが高く評価され、ブニュエルの重要な作品として認識されている。